# Fjellskäfte
Fjellskäfte este o arie protejată (arie specială de conservare — SAC, sit de importanță comunitară — SCI) din Suedia întinsă pe o suprafață de 19,8 ha, integral pe uscat.

## Localizare
Centrul sitului Fjellskäfte este situat la coordonatele 59°07′39″N 16°21′09″E / 59.1274°N 16.3525°E.

## Înființare
Situl Fjellskäfte a fost declarat sit de importanță comunitară în aprilie 2003 pentru a proteja un număr necunoscut de specii din flora spontană și fauna sălbatică aflate în arealul zonei. Situl a fost protejat și ca arie specială de conservare în martie 2011.

## Biodiversitate
Situată în ecoregiunea boreală, aria protejată conține 1 habitat natural: Păduri de conifere pe eskere fluvioglaciare sau legate la acestea.
La baza desemnării sitului se află un număr nedeclarat de specii protejate.